# Claire Trevor
Claire Trevor, nascuda Claire Wemlinger, (Nova York, 8 de març de 1910 - Newport Beach, Califòrnia, 8 d'abril de 2000) va ser una actriu estatunidenca. Va ser anomenada la "Reina del cinema negre" pels seus nombrosos papers de malvada. Va actuar a més de 60 pel·lícules.

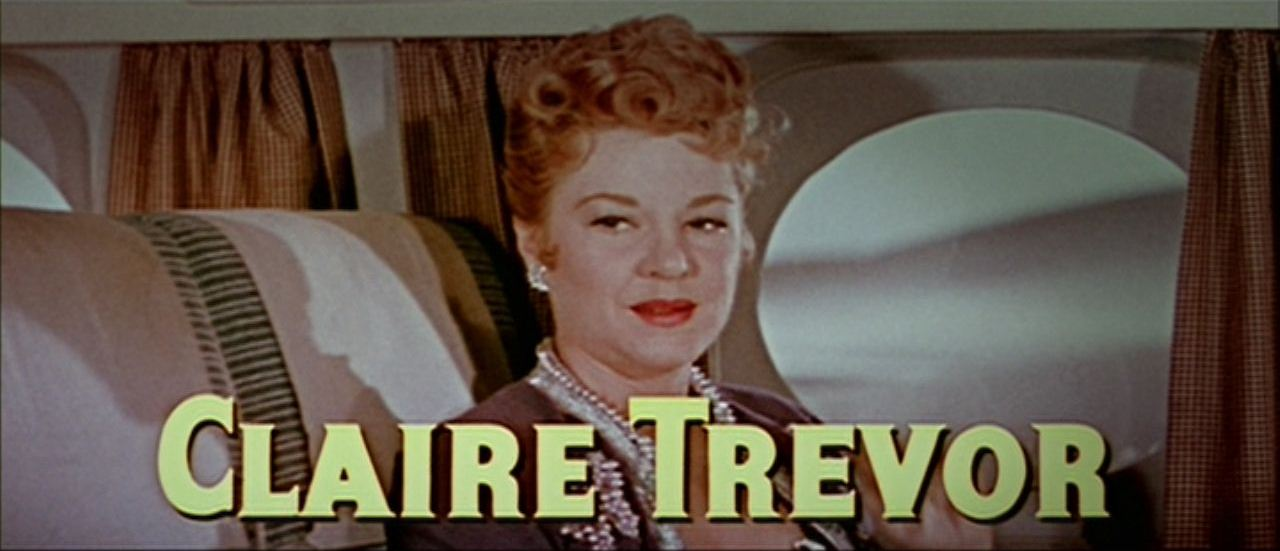
Claire Trevor a The High and the Mighty (1954).

## Biografia[1][2]
Era filla única, i la seva família tenia orígens irlandesos i francesos.
La carrera de Trevor es va prolongar al llarg de més de set dècades, amb èxits al teatre, la ràdio, la televisió i el cinema. Trevor solia interpretar rosses fredes i astutes, així com qualsevol tipus de brivall. Després d'estudiar en l'American Academy of Dramatic Arts, va començar a actuar al teatre a finals dels anys vint. El 1932 treballava en Broadway i aquell mateix any va començar a actuar en curts de la productora Vitaphone rodats a Brooklyn. El seu debut en el cinema va tenir lloc amb Jimmy and Sally  (1933), al paper de "Sally Johnson". Altres actuacions notables van ser la del clàssic western Stagecoach, al costat de John Wayne, i la de Murder, My Sweet amb Dick Powell.
Trevor va guanyar l'Oscar a la millor actriu secundària pel seu treball a Key Largo (1948), al costat de Humphrey Bogart, Edward G. Robinson i Lauren Bacall. Va anar també nominada al mateix Oscar per Punt mort, un melodrama de 1937 en el que interpretava a una bona noia que es fa prostituta, i per The High and the Mighty , una pel·lícula de 1954 sobre un desastre aeri protagonitzat per John Wayne. El 1956, Trevor va guanyar un Emmy pel seu treball a Dodsworth, al costat de Fredric March, en el programa de la NBC 'Producers Showcase'.
La Claire Trevor School of the Arts en la Universitat de Califòrnia, Irvine, va ser denominada així en homenatge a Trevor. Tant el seu Oscar com el seu Emmy s'hi exhibeixen en l'Arts Plaza. Claire Trevor té una estrella en el Passeig de la Fama de Hollywood.
Trevor es va casar amb el productor cinematogràfic Clark Andrews el 1938, però es van divorciar quatre anys després. El seu segon matrimoni va ser amb Cylos William Dunsmoore, amb el qual va tenir un fill, Charles, que va morir el 1978 a causa d'un accident d'avió. Es van divorciar el 1947. L'any següent, Trevor es va casar amb Milton Bren, un altre productor. El matrimoni va durar fins a la mort d'ell el 1979 a causa d'un tumor cerebral.
Trevor va deixar la interpretació el 1987, encara que va tenir una actuació especial en Cerimònia de Lliurament dels Oscar de 1998.
Va morir als 90 anys per fallada respiratòria. Va ser incinerada; i les seves cendres van ser escampades al mar.

## Filmografia seleccionada[3]
- 1933: The Mad Game de Irving Cummings amb Spencer Tracy
- 1934: Baby Take a Bow de Harry Lachman amb Shirley Temple
- 1935: Dantes Inferno de Harry Lachman amb Spencer Tracy
- 1936: Human Cargo d'Allan Dwan
- 1937: Punt mort (Dead End) de William Wyler amb Humphrey Bogart
- 1937: King of Gamblers de Robert Florey
- 1937: Second Honeymoon de Walter Lang amb Tyrone Power i Loretta Young
- 1938: The Amazing Dr. Clitterhouse d'Anatole Litvak amb Edward G. Robinson i Humphrey Bogart
- 1939: Stagecoach de John Ford amb John Wayne
- 1939: Revolta a la muntanya (Allegheny Uprising) de William A. Seiter amb John Wayne
- 1940: Dark Command de Raoul Walsh amb John Wayne
- 1941: Honky Tonk, de Jack Conway amb Clark Gable i Lana Turner
- 1941: Texas de George Marshall amb William Holden
- 1942: Crossroads de Jack Conway
- 1944: Història d'un detectiu (Murder, My Sweet) d'Edward Dmytryk amb Dick Powell
- 1947: Born to kill de Robert Wise
- 1948: The Velvet Touch de Jack Gage
- 1948: Cayo Largo (Key Largo) de John Huston amb Humphrey Bogart, Edward G. Robinson i Lauren Bacall
- 1949: The Lucky stiff de Lewis R. Foster amb Dorothy Lamour
- 1950: Borderline de William A. Seiter amb Fred MacMurray i Raymond Burr.
- 1951: Hard, Fast and Beautiful d'Ida Lupino
- 1952: My Man and I amb Shelley Winters
- 1953: El foraster duia una pistola (The Stranger Wore a Gun) d'André De Toth
- 1954: The High and the Mighty de William A. Wellman amb John Wayne
- 1955: Un home sense estrella (Man Without a Star) de King Vidor amb Kirk Douglas
- 1955: Lucy Gallant de Robert Parrish amb Charlton Heston i Jane Wyman
- 1955: The Mountain d'Edward Dmytryk amb Spencer Tracy
- 1958: Marjorie Morningstar de Irving Rapper amb Gene Kelly i Natalie Wood
- 1959: The Untouchables (TV),
- 1962: Dues setmanes en una altra ciutat (Two Weeks in Another Town) de Vincente Minnelli amb Kirk Douglas
- 1965: Com matar la pròpia dona (How to murder your wife), de Richard Quine amb Jack Lemmon
- 1982: Kiss Me Goodbye de Robert Mulligan amb Sally Field

## Premis i nominacions[4]

### Premis
- 1948: Oscar a la millor actriu secundària per la seva interpretació a Cayo Largo, pel paper de Gaye.
- 1957: Primetime Emmy a la millor actriu per Producers' Showcase

### Nominacions
- 1937: Oscar a la millor actriu secundària per la seva interpretació a The High and the Mighty
- 1955: Oscar a la millor actriu secundària per la seva interpretació a Punt mort
- 1955: Primetime Emmy a la millor actriu per Lux Video Theatre